# Jamie Oldaker
James (Jamie) Oldaker, né le 5 septembre 1951 à Tulsa (Oklahoma, États-Unis) et mort le 16 juillet 2020 dans la même ville, est un batteur et percussionniste américain de rock, de blues rock et de country. Il est un des représentants du style shuffle.

## Carrière
Après une participation au groupe de Bob Seger en 1974, Jamie Oldaker rejoint Eric Clapton pour l'enregistrement de 461 Ocean Boulevard. Il demeure musicien de studio et de tournée pour Eric Clapton jusqu'en 1980 lorsque le groupe entier est dissous. Il retravaille avec Clapton de 1983 à 1986. Oldaker apparait également dans l'album live 24 Nights.
Peu de temps après son départ du groupe de Clapton, il devient membre du projet Frehley's Comet du guitariste de Kiss, Ace Frehley, et participe en 1988 à l'album Second Sighting. Il est également fondateur en 1994 du groupe de country alternative The Tractors.
Jamie Oldaker a également joué sur des enregistrements de The Bellamy Brothers, Asleep at the Wheel, Peter Frampton, Stephen Stills, Leon Russell, Ace Frehley, Freddie King et les Bee Gees.
En août 2008, il sort Mad Dogs & Okies chez Concord Records, une compilation de titres de musique de l'Oklahoma qu'il produit lui-même. Collaborent à ce projet notamment Eric Clapton, Vince Gill, JJ Cale, Willie Nelson, Ronnie Dunn, Bonnie Bramlett et Joe and Ellen. L'album est accompagné à sa sortie par un film.
Jamie Oldaker meurt le 16 juillet 2020 à l'âge de 68 ans.